# Hiphopproducent
En hiphopproducent är en musikproducent som producerar, så kallade, beats för hiphopmusik.

## Hiphopproducenttyper
- En grupp, där producenten är DJ och inte rappar (till exempel A Tribe Called Quest och Gang Starr)
- En grupp där även producenten rappar (till exempel Ultramagnetic MCs)
- Solo och rappar över sina egna beats (till exempel MF Doom)
- Solo, rappar inte men gör instrumentell hiphop (till exempel DJ Shadow)

## Instrument
Instrument som förekommer i likhet med annan elektronisk musikproduktion är samplers, trummaskiner, sequencers och synthesizers.

## Kända hiphopproducenter
- DJ Premier
- Dr. Dre
- J Dilla
- Large Professor
- Madlib
- Pete Rock
- Prince Paul
- RJD2
- RZA